# Selección de polo de Australia
La Selección de polo de Australia representa a aquel país en las competiciones de polo en el mundo. Pertenece a la Confederación de Oceanía y para clasificar a los mundiales debe pelear un cupo en la difícil Zona "D" con Oceanía, Asia y África. A pesar de lo anterior, Australia es un permanente participante en el Campeonato Mundial de Polo, clasificando a un total de seis mundiales, siendo un segundo lugar como local en 2001 su mejor participación.

## Australia en los mundiales
Australia es uno de los países que más veces ha participado en los mundiales. Ha participado en un total de seis fases finales de la Copa del Mundo, misma cantidad que Estados Unidos y siendo superados solo por Argentina, Inglaterra y Brasil.
En su primer mundial, organizado en Buenos Aires, Argentina, Australia no tuvo una buena participación, a pesar de llegar como uno de los favoritos para quedarse con la copa. De un total de cinco selecciones que participaron en la fase final del mundial, Australia finalizó en el último puesto.
Dos años más tarde se realizó el mundial en Alemania y la selección australiana, formada por James Ashton, Tim Boyd, John Tait y David Austin, nuevamente se clasificó en el último lugar, esta vez de un total de ocho selecciones.
En 1998 asistió nuevamente a un mundial y otra vez más alcanzó el último lugar, esta vez en California. La suerte cambiaría para los australianos tres años más tarde. Organizadores del torneo, llegaron a la final. Era la primera vez que pasaban la primera ronda, también era la primera vez que llegaba a la final una selección no europea ni americana. Además fue la primera vez en que la selección australiana no salió última. Podrían haber ganado el mundial, pero perdieron ante la Selección de polo de Brasil por 10 goles a 9, apenas un gol de diferencia. 
En el mundial de 2004 nuevamente no pasaron la primera ronda, al igual que en 2011.
En el Campeonato Mundial de Polo de 2017 actuaron como locales ya que se disputó en Sídney. En un complicado grupo logran derrotar a la selección española pero no pudieron contra las poderosas Argentina y Estados Unidos, quedando eliminados en primera ronda. 
| Campeonato Mundial de Polo | Campeonato Mundial de Polo | Campeonato Mundial de Polo | Campeonato Mundial de Polo | Campeonato Mundial de Polo | Campeonato Mundial de Polo |
| -------------------------- | -------------------------- | -------------------------- | -------------------------- | -------------------------- | -------------------------- |
| 1987:                      | Primera fase               | 1989:                      | Primera fase               | 1992:                      | No clasificó               |
| 1995:                      | No clasificó               | 1998:                      | Primera fase               | 2001:                      | Medalla de plata           |
| 2004:                      | Primera fase               | 2008:                      | No clasificó               | 2011:                      | Primera fase               |
| 2015:                      | No clasificó               | 2017:                      | Primera fase               |                            |                            |